# SMS Hansa (1898)
La SMS Hansa fu un incrociatore protetto della Kaiserliche Marine appartenente alla classe Victoria Louise. La nave prendeva il nome dalla lega anseatica, in tedesco Hanse, in questo caso latinizzato in Hansa. Assegnata all'Ostasiengeschwader, prese parte alla ribellione dei Boxer e alla guerra russo-giapponese. Per un breve periodo servì anche nella prima guerra mondiale.

## Caratteristiche tecniche

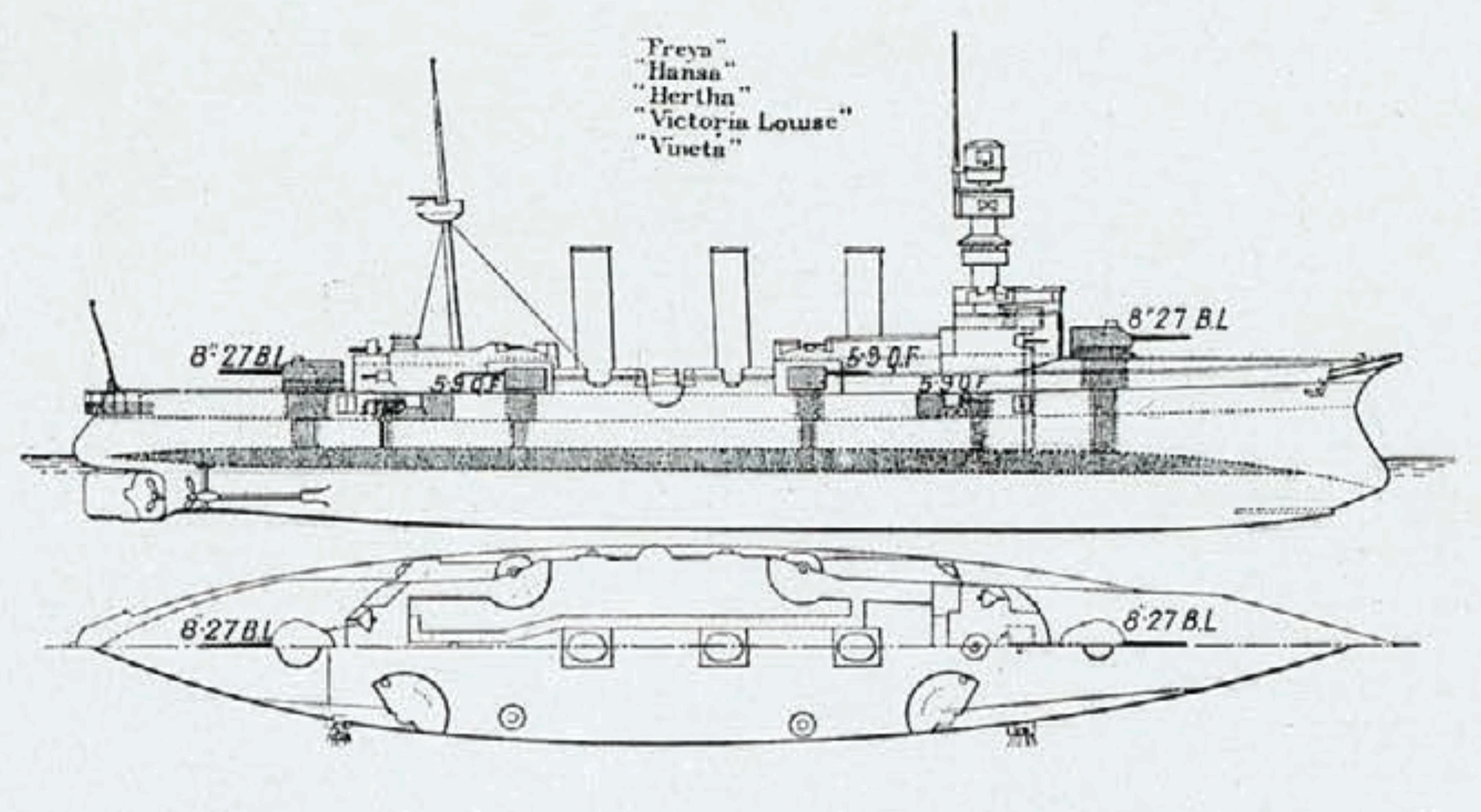
Schema di massima della classe Victoria Louise

Le navi della classe Victoria Louise avevano dimensioni leggermente diverse. In particolare, la Hansa e la Vineta, le ultime due costruite, erano lunghe 110,5 m, larghe 17,6 m, con un pescaggio da 7,08 m a 7,34 m ed un dislocamento che variava dalle 5.885 t di progetto alle 6.705 t a pieno carico. Invece la Victoria Louise, la Hertha e la Freya erano lunghe 110,6 m, larghe 17,4 m con un pescaggio da 6,58 m a 6,93 m ed un dislocamento che variava dalle 5.660 t di progetto alle 6.491 t a pieno carico.
Il sistema di propulsione era identico su tutte le navi e consisteva in tre motori a vapore quadricilindri a tripla espansione costruiti dalla AG Vulcan che spingevano ognuno un'elica. A variare erano però le caldaie. Nel caso della Hansa si trattava di 18 caldaie trasversali tipo Belleville.
Assieme alla Vineta, la Hansa era la nave più lenta della sua classe, raggiungeva infatti i 18,5 nodi (34,3 km/h; 21,3 mph) contro i 19,5 nodi (36,1 km/h; 22,4 mph) delle sorelle.
La Hansa, così come la Vineta e la Freya, era dotata di tre generatori di energia elettrica che erogavano 169-183 kW (227-245 hp) a 110 Volt.

## Costruzione ed ammodernamento
La Hansa, ultima nave della sua classe ad essere costruita, fu impostata nel 1896 nei Kaiserliche Werft di Danzica col numero di costruzione 235. Fu varata il 12 marzo 1898 ed entrò in servizio il 20 aprile 1899. Costò 10.270.000 Goldmark.
Come le altre navi della classe la Hansa fu sottoposta a lavori di ammodernamento. Eseguiti sempre nei Kaiserliche Werft di Danzica, si protrassero dal 1907 al 1909. La nave fu dotata di nuove caldaie ed il numero di fumaioli fu ridotto da tre a due.

## Servizio

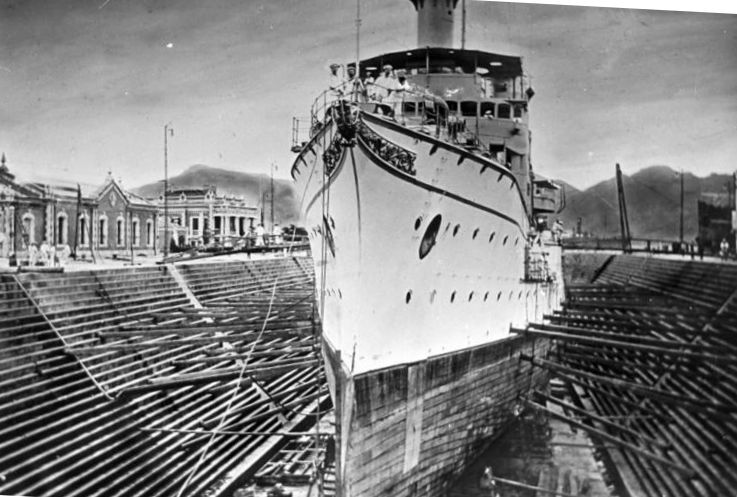
La Hansa in un bacino di carenaggio, 1898

Varata il 12 marzo 1898, entrò in servizio il 20 aprile 1899 e fu subito assegnata ai territori d'oltremare tedeschi.
Di stanza in Cina, il suo primo comandante fu l'ammiraglio Hugo von Pohl, colui che durante la prima guerra mondiale comanderà la Hochseeflotte (Flotta d'alto mare).
Come parte dell'Ostasiengeschwader (Squadrone dell'Asia orientale) la Hansa fu coinvolta nella ribellione dei Boxer, apportando un notevole contributo alla battaglia di Taku. Assieme alla nave sorella Hertha, all'Irene e alla Gefion, sbarcò un distaccamento di Seebataillon, la fanteria di marina tedesca, che prese parte alla cattura dei forti Taku. I fanti tedeschi si unirono ad altri distaccamenti, sbarcati da navi da guerra di diversi altri paesi. Un totale di circa 450 soldati tedeschi si unirono alla forza multinazionale, che ammontava a circa 2.200 tra ufficiali e soldati.
L'11 luglio 1903, la Hansa arrivò alla base navale britannica di Weihaiwei, assieme con l'incrociatore cinese Hai Chi. asciò il porto due giorni dopo.
Il 16 gennaio 1904, visitò la baia di Mirs, vicino a Hong Kong, e ripartì due giorni dopo.
In febbraio scoppiò la guerra russo-giapponese. La Hansa fu inviata da Che Foo a Port Arthur, in quel momento sotto attacco da parte delle forze giapponesi. La Hansa evacuò i civili tedeschi presenti nel porto.

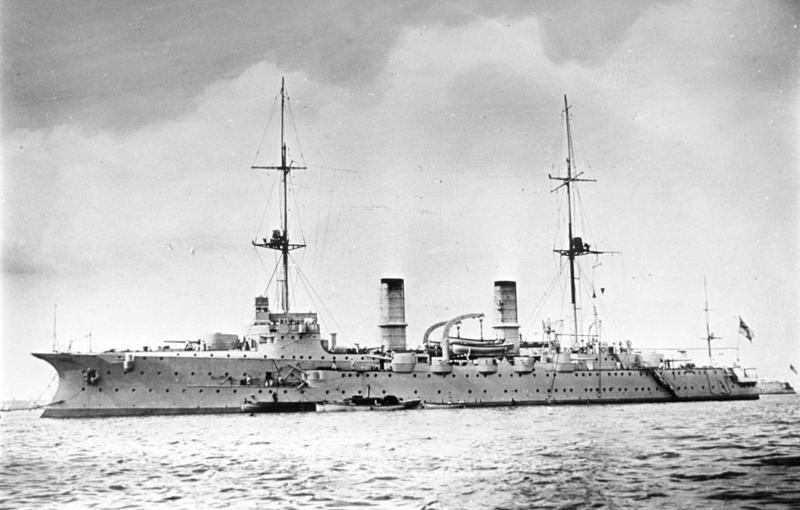
La Hansa dopo i lavori di ammodernamento del 1907-09. Tra le modifiche la riduzione a due del numero di fumaioli.

Ai primi di marzo tornò nuovamente ad Hong Kong, dove giunse assieme alla nave ammiraglia dell'Ostasiengeschwader, la Fürst Bismarck.
In agosto, la nave da battaglia russa Cesarevič, gravemente danneggiata durante la battaglia del Mar Giallo, assieme a tre cacciatorpediniere cercò rifugio nella base tedesca di Tsingtao. La Germania era neutrale nel conflitto in corso, e l'Ostasiengeschwader prese in consegna la Cesarevič e i cacciatorpediniere. Il 13 agosto, le navi russe si rifornirono di carbone da tre piroscafi britannici, ma la Hansa e la Fürst Bismarck intervennero per impedire loro di lasciare il porto. I due incrociatori furono raggiunti dalla Hertha (nave sorella della Hansa), dalla Geier e dalle cannoniere Luchs e Tiger.
Dopo i lavori di ammodernamento, iniziati nel 1907 e terminati nel 1909, la Hansa rientrò in servizio come nave scuola per cadetti.
Dal 1911 al 1912 Günther Lütjens servì a bordo della Hansa come comandante dei cadetti. Lütjens divenne poi comandante, nella seconda guerra mondiale, della task force composta dalla Bismarck e dalla Prinz Eugen.
A gennaio la Hansa si spostò nell'Atlantico, dove visitò le Bermuda.
La Hansa prese parte in maniera marginale alla prima guerra mondiale. Allo scoppio delle ostilità, tutte le navi della classe Victoria Louise furono mobilitate nel V. Aufklärungsgruppe. Di stanza nel Mar Baltico, la Hansa aveva l'incarico di formare i cadetti. Tra la fine del 1914 e l'inizio del 1915, tuttavia, tutte e 5 le navi furono rimosse dal servizio.
La Hansa fu poi brevemente impiegata come nave da difesa costiera, ma dopo il 1915 fu nuovamente ritirata dal impiego in prima linea e, trasformata in nave caserma, fu lasciata ai Kaiserliche Werft di Kiel. Fu radiata il 6 dicembre 1919 e venduta a Audorf-Rendsburg. Fu demolita l'anno successivo.